# Zerstörergeschwader 2
Zerstörergeschwader 2 (dobesedno slovensko: Uničevalni polk 2; kratica ZG 2) je bil težko-lovski letalski polk (Geschwader) v sestavi nemške Luftwaffe med drugo svetovno vojno.

## Organizacija
- štab
- I. skupina
- II. skupina
- III. skupina

## Vodstvo polka
Poveljniki polka (Geschwaderkommodore)
- Major Friedrich Vollbracht: 1. april 1940
- Oberst Ralph von Rettberg: april 1942